# Presidentsverkiezingen in de Oranje Vrijstaat 1854
De presidentsverkiezingen in de Oranje Vrijstaat van 1854 waren de eerste verkiezingen voor het ambt van staatspresident van de nieuw opgerichte republiek. Josias Philip Hoffman werd uit vier kandidaten gekozen door het Vrijstaatse volk.

## Geschiedenis
Op 23 februari 1854, met de ondertekening van het Contract van Bloemfontein, werd de Oranje Vrijstaat officieel onafhankelijk van het Verenigd Koninkrijk. Op 24 februari 1854 werd de macht door de Britten overgedragen aan een provisioneel gouvernment waarvan Josias Philip Hoffman als president optrad. Het provisionele gouvernement riep de inwoners van de Vrijstaat op om vertegenwoordigers te verkiezen voor een op te richten Volksraad die op 28 maart 1854 voor het eerst bij elkaar kwam.
De Volksraad stelde op 18 april 1854 de constitutie vast. De eerste verkiezingen voor het staatspresidentschap werden gehouden op 15 mei 1854. De Volksraad verzocht Hoffman om tot 4 september 1854, wanneer de nieuwe president zou worden geïnaugureerd, het ambt van staatspresident waar te nemen. 
De Volksraad benoemde tevens een kiescommissie bestaande uit Jacobus Groenendaal, Joseph M. Orben en Hector Lowen.
Hoffman werd tijdens de verkiezingen niettemin gekozen, zodat hij president bleef. Zijn aanstelling als president was overigens van korte duur, want reeds in februari 1855 bood hij onder druk van de Volksraad zijn ontslag aan na een schandaal.

## Uitslag[2]
| Kandidaat                         | Stemmen | %      |
| --------------------------------- | ------- | ------ |
| Josias Philip Hoffman             | 624     | 48,64  |
| Johannes Hermanus Marinus Struben | 418     | 32,58  |
| Andries du Toit                   | 223     | 17,38  |
| Jacobus Nicolaas Boshoff          | 18      | 1,40   |
| Totaal                            | 1.283   | 100,00 |

Presidentsverkiezingen: 1854 · 1855 · 1859 · 1863 · 1868 · 1873 · 1878 · 1883 · 1888 · 1893 · 1896